# Калинівка (Дубенський район)
Кали́нівка (МФА: [kɐˈɫɪɲiu̯kɐ] ( прослухати)) — село в Україні, у Демидівській селищній громади Дубенського району Рівненської області. Площа - 7,3 км2. Населення - 123 особи (2020 рік). До 19 липня 2020 р. належало до Демидівського району. 
З центром селищної громади село сполучене автодорогою О180502.
Вперше згадується 1650 року. У селі відсутні об'єкти соціальної інфраструктури.

## Географія
Калинівка знаходиться на схід від села Рудка, в 4 кілометрах.

### Назва села
Колись на місці теперішнього села Калинівка, росли густі ліси в переміжку з кущами калини. Звідси і назва села.

## Історія
7 (20) листопада 1917 року, відповідно до Третього Універсалу Української Центральної Ради, увійшло до складу Української Народної Республіки.

Колонія Калинівка на польській карті 1926 року

### Друга світова війна
У роки Другої світової війни мешканці Калинівки брали участь в русі Опору, воювали у лавах УПА проти червоних та коричневих окупантів.

### Незалежна Україна
12 червня 2020 року, відповідно до розпорядження Кабінету Міністрів України № 722-р від «Про визначення адміністративних центрів та затвердження територій територіальних громад Рівненської області», увійшло до складу Демидівської селищної громади Демидівського району.
19 липня 2020 року, в результаті адміністративно-територіальної реформи та ліквідації Демидівського району, село увійшло до складу Дубенського району.

## Населення
За переписом населення України 2001 року в селі мешкала 141 особа.

### Мова
Розподіл населення за рідною мовою за даними перепису 2001 року:
| Мова       | Відсоток |
| ---------- | -------- |
| українська | 99,36 %  |
| російська  | 0,64 %   |

## Транспорт
Село має автобусне сполучення з центром громади і обласним центром, курсує маршрутне таксі «Калинівка — Рівне». В центрі села розташована автобусна зупинка.

## Освіта
До укрупнення сіл в радянські часи в селі діяла початкова школа, приміщення якої збереглося до наших днів. В наш час учні з Калинівки навчаються у школі селі Рудка.

## Релігія
Жителі села Калинівка ходять у церкву Святої Параскеви, яка знаходиться у селі Рудка.